# 9191 Hokuto
A 9191 Hokuto (ideiglenes jelöléssel 1991 XU) a Naprendszer kisbolygóövében található aszteroida. Satoru Otomo fedezte fel 1991. december 13-án.